# Карательная операция «Треугольник»
Операция «Треугольник», нем. Operation Dreieck (сентябрь — октябрь 1942 г.) — карательная антипартизанская и полицейская операция германских оккупационных властей в годы Великой Отечественной войны против советских партизан и местного населения в районе железных дорог Брест—Кобрин, Брест—Малорита.
Операция являлась составной частью совместных планов полиции безопасности и СД генеральных комиссариатов Волыни, Подолии, Белоруссии и Белостокского уезда по «усмирению» летом и осенью 1942 года западного и юго-западного районов Гродненской, Барановичской, Брестской и Пинской областей.

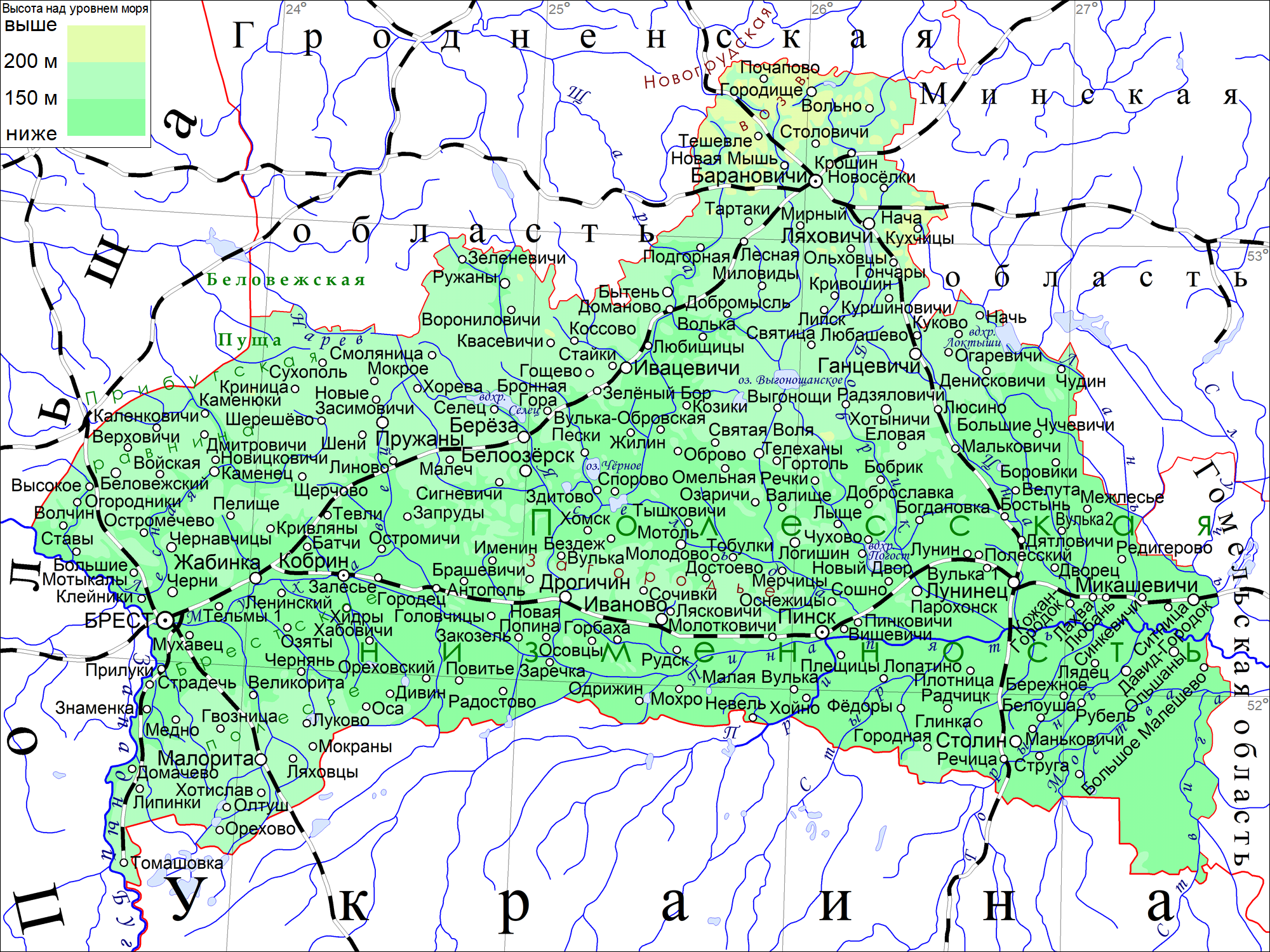
Основной район карательных действий оккупантов (Брестская область)

Операция проводилась силами 3-го батальона 15-го немецкого полицейского полка, трёх взводов (жандармерия, бронеавтомобили, противотанковые орудия), двух полицейских полков и специальной роты «Нюрнберг».
После неудачной карательной операции «Михель» в Коссовском, Берёзовском, Ружанском, Пружанском районах (30 августа — 4 сентября) к операции 5 сентября приступил 3-й полицейский батальон.
Были сожжены деревни Боровая (погибло 58 жителей), Заболотце (289 жителей) Малоритского района, Борисовка (206 жителей), Каменка Стралковская (152 жителя), Речица (64 жителя) Кобринского района, даже после войны не были восстановлены сожжённые деревни Дремлёво (286 жителей) Жабинковского района и Зеленая Буда (28 жителей) Малоритского района. Немецкие каратели захватили несколько тысяч голов крупного рогатого скота, лошадей, свиней, овец, много сельскохозяйственных машин, сотни центнеров зерна. В селе Леплёвка Брестского района расстреляли 54 ребёнка и воспитательницу Домачёвского детского дома.
По донесениям 3-го батальона, с 6 сентября по 24 ноября 1942 года в Брестской, Кобринской, Малоритской и Пинской областях было уничтожено 44837 советских граждан.